# Trichlora
Trichlora là chi thực vật có hoa trong họ Amaryllidaceae.